# Celama parwana
Celama parwana är en fjärilsart som beskrevs av Ebert 1973. Celama parwana ingår i släktet Celama och familjen trågspinnare. Inga underarter finns listade i Catalogue of Life.